# Reprezentacja Rumunii na Mistrzostwach Europy w Wioślarstwie 2008
Reprezentacja Rumunii na Mistrzostwach Europy w Wioślarstwie 2008 liczyła 28 sportowców. Najlepszymi wynikami było 1. miejsce w dwójce bez sternika kobiet i ósemce kobiet.

## Medale

### Złote medale
dwójka bez sternika (W2-): Georgeta Damian-Andrunache, Viorica Susanu
ósemka (W8+): Constanța Burcică, Ana Maria Apachiței, Rodica Șerban, Eniko Barabas, Camelia Lupascu, Ioana Papuc, Simona Mușat-Strimbeschi, Doina Ignat, Teodora Stoica

### Srebrne medale
Brak

### Brązowe medale
czwórka podwójna (W4x): Ionelia Neacsu, Cristina Ilie, Adelina Cojocariu, Roxana Cogianu

## Wyniki

### Konkurencje mężczyzn
- dwójka podwójna (M2x): Nicusor Ghebosu, Marius Luchian – 13. miejsce
- ósemka (M8+): Florin Lauric, Andrei Radion, Ionut Moisa, Andrei Timpau, Ionut Minea, Cristian Sirbu, Ionel Strungaru, Aurelian Stoica, Bogdan Codrici – 7. miejsce

### Konkurencje kobiet
- dwójka bez sternika (W2-): Georgeta Damian-Andrunache, Viorica Susanu – 1. miejsce
- dwójka podwójna (W2x): Ioana Craciun, Maria Diana Bursuc – 7. miejsce
- czwórka podwójna (W4x): Ionelia Neacsu, Cristina Ilie, Adelina Cojocariu, Roxana Cogianu – 3. miejsce
- ósemka (W8+): Constanța Burcică, Ana Maria Apachiței, Rodica Șerban, Eniko Barabas, Camelia Lupascu, Ioana Papuc, Simona Mușat-Strimbeschi, Doina Ignat, Teodora Stoica – 1. miejsce